# Ernest J. Bellocq

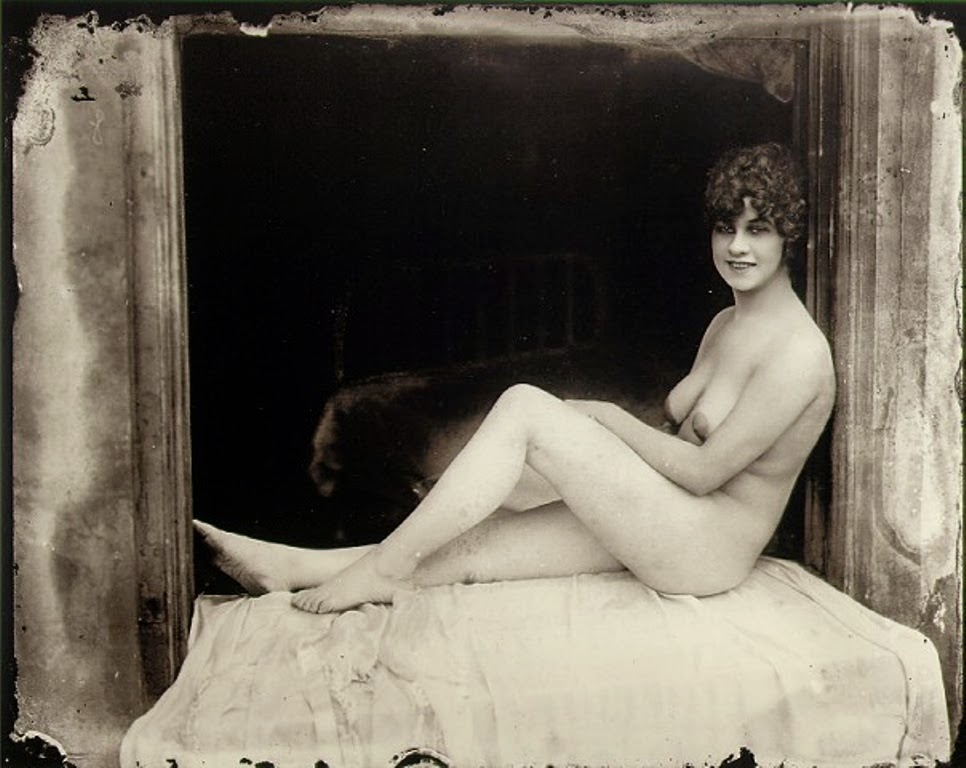
Retrato de una dama, 1912.

Ernest James Bellocq (19 de agosto de 1873-1949) fue un fotógrafo estadounidense que trabajó en Nueva Orleans a principio del siglo XX pero que no obtuvo reconocimiento por su obra fotográfica hasta después de su muerte.
Nació en una familia acomodada en el barrio francés de Nueva Orleans y empezó siendo un fotógrafo aficionado antes de instalarse por cuenta propia, aunque fue un fotógrafo comercial poco conocido. Sus trabajos fotográficos eran paisajes y la fotografía industrial aunque también realizó trabajos más personales en el barrio de Storyville retratando a personajes en los fumaderos de opio y en los ambientes de la prostitución legalizada. Su trabajo más reconocido consiste en 89 desnudos de prostitutas de Storyville cuyos negativos fueron rescatados en 1958 por Lee Friedlander y fueron objeto de una exposición y una publicación titulada Bellocq: photographs from Storyville, the red-light district of New Orleans en la que se cuenta con la colaboración de Susan Sontag y John Szarkowski. Algunas de esta fotografías están dañadas de un modo deliberado para que no se pudiese identificar a las mujeres, en otras se solucionaba esta cuestión con el uso de máscaras.
Su trabajo influyó en fotógrafos como Joel-Peter Witkin. Tras el descubrimiento de sus fotografías éstas han sido expuestas en numerosos museos a lo largo de todo el mundo.